# Жало Скорпіона
«Жало Скорпіона» (англ. The Sting of the Scorpion) — друга серія мультсеріалу Людина-павук 1994 року.

## Сюжет
Джона Джеймсон хоче з'ясувати, як Пітеру Паркеру вдається так добре фотографувати Людину-павука і наймає приватного детектива Мака Гаргана. Пітер його помічає і Гарган припиняє переслідування. На наступний ранок Пітер бачить Гаргана у редакції "Дейлі Б'югл". Він переодягається у Людину-павука і погрожує Гаргану. Джеймсон пропонує Гаргану піти на експеримент по перетворюванню людини в надлюдину і Мак Гарган погоджується. На наступний день Джеймсон і Гарган йдуть до лабораторії. Експеримент проводить Фарлі Стіллвелл. Він схрещує клітки Гаргана з клітками скорпіона і Мак Гарган перетворюється в надлюдину. Він стає сильнішим і швидшим. Через декілька годин Людина-павук патрулює місто і на нього нападає Скорпіон. Битва продовжується декілька хвилин і Скорпіон все ж перемагає. Але з ним відбувається щось дивне і він перетворються на чудовисько. Він звинувачує у цьому Джеймсона. Тим часом Джона Джеймсон і Роббі Робертсон дивляться репортаж новин і повідомляють, що Скорпіон знищує місто. Джеймсон розказує Роббі, що це він допоміг створити Скорпіона, тому що одного разу його дружину вбила людина в масці і Джеймсон поклявся, що помститься за смерть дружини і з тих пір він ненавидить людей в масках. Пізніше Скорпіон бере Джеймсона у заручники і вирушає у лабораторію "Озборн Індастріз", щоб знищити все місто. Людина-павук вирушає на допомогою Джеймсону. Після декількох хвилин боротьби Людина-павук дізнається, що Скорпіон ненавидить коли його дражнять. Він відволікає Скорпіона, а Джеймсон тим часом виключає радіацію і тим самим рятує Нью-Йорк. Людина-павук сподівається, що тепер їхні з Джеймсоном стосунки покращаться, але характер у Джеймсона той самій і він досі ненавидить Людину-павука.

## У ролях
- Крістофер Деніел Барнс — Пітер Паркер/Людина-павук
- Лінда Гері — тітка Мей Паркер
- Мартін Ландау — Мак Гарган/Скорпіон
- Майкл Рай — доктор Фарлі Стіллвелл
- Едвард Еснер — Джона Джеймсон
- Родні Сальсберрі — Джо «Роббі» Робертсон
- Дженніфер Гейл — Феліція Гарді